# Модель компромисса Уильямсона
Компромиссная модель Уильямсона (англ. Williamson trade-off model) — компромисс, предложенный Оливером Уильямсоном в 1968 году, оценивающий эффект от слияния предприятий, и дающий рекомендацию к слиянию в случае выгоды от последующего снижения средних издержек и незначительного роста цен. Модель используется для оценки возможности слияний предприятий антимонопольными органами.

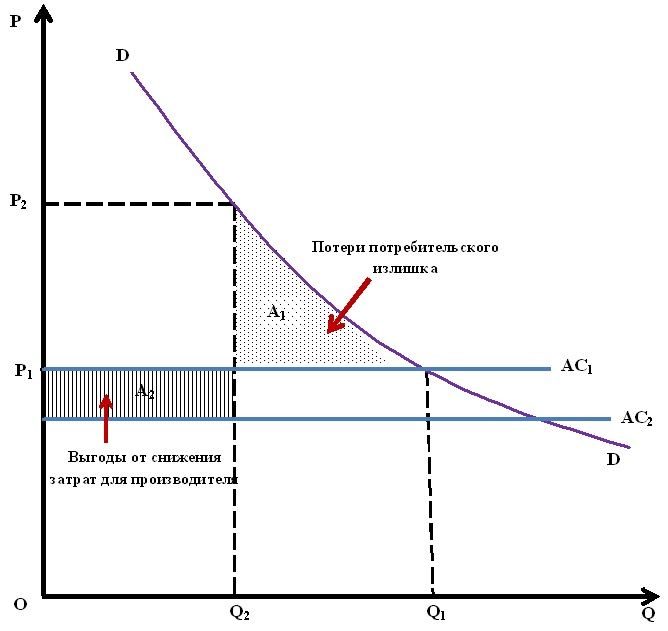
Рисунок 1. Компромисс Уильямсона

## История
В 1968 году американским профессором Оливером Уильямсоном была опубликована статья «Экономия как защита в антимонопольном процессе: компромисс с позиции благосостояния». В работе была представлена модель, которая демонстрирует выгоду от слияния предприятий при увеличения монопольной власти за счёт снижения их средних издержек.

## Модель Уильямсона
На рисунке 1 «Компромисс Уильямсона» продемонстрировано слияние предприятий, приводящего к тому, что образованная в ходе этого слияния предприятие усиливает свою рыночную долю, увеличивает монопольную власть в отрасли. Принято допущение, что до слияния предприятия на этом рынке производят продукцию с одинаковыми и постоянными средними издержками, которые представлены единой линией АС1. Цена ОР1 равна АС1 (т. е. предприятия в отрасли получают только нормальную прибыль), а объём выпуска равен OQ1. После слияния предприятие имеет более низкие средние затраты (линия АС2), цена фиксируется на уровне выше АС1. Если определить соотношение между уменьшением излишка потребителя, вызванного повышением цены (заштрихованная площадь А1) и выгодой от экономии затрат для производителя (заштрихованная площадь А2), то можно сравнить эффект. Если А1 > А2, то покупатель существенно проигрывает; если же А2 > A1, то покупатель проигрывает меньше, чем получает производитель.
Чистый экономический эффект будет иметь место, если:
{\displaystyle [\Delta (AC)]Q_{2}-1/2(\Delta P)(\Delta Q)>0},
где {\displaystyle [\Delta (AC)]Q_{2}=(AC_{2}-AC_{1})Q_{2}} — площадь области {\displaystyle A_{2}} (сумма выгоды производителя от снижения средних затрат); {\displaystyle 1/2(\Delta P)(\Delta Q)=1/2(P_{2}-P_{1})(Q_{2}-Q_{1})} — площадь области {\displaystyle A_{1}} (чистые потери потребительского излишка), где {\displaystyle P_{1}} — цена до слияния, {\displaystyle P_{2}} — цена после слияния, {\displaystyle AC_{1}} — уровень средних издержек двух предприятий до слияния, {\displaystyle AC_{2}} — уровень средних издержек после слияния, {\displaystyle Q_{1}} — количество продукции, проданных до слияния, {\displaystyle Q_{2}} — количество продукции, проданных после слияния.
Модель используется для выполнения антимонопольного законодательства при слиянии: в случае А1 > А2 на рисунке 1 в слиянии лучше отказать, а при А2 > A1 слиянии следует разрешить.